# Traitement du son
Le traitement du son est la branche du traitement du signal qui s'applique aux signaux audio, dans le but notamment d'en améliorer la qualité, de les compresser, ou d'en extraire de l'information.

## Signal analogique
Le terme analogique désigne quelque chose qui est mathématiquement représenté par une fonction continue. Donc un signal analogique est un signal représenté par un flux continu de donnée, ici dans un circuit électrique sous la forme de tension ou de courant. Le traitement d'un signal analogique consiste à modifier ce signal continu en changeant tension, courant, charge...
Avant l'avènement de la numérisation aujourd'hui largement répandue, le traitement analogique était le seul moyen de manipuler un signal. Depuis, les ordinateurs et les logiciels de traitement du son sont devenus plus efficaces et plus accessibles. Dans ce contexte, le traitement numérique est devenu plus utilisé.

## Représentation numérique
La représentation numérique d'une onde sonore est une séquence de symboles, principalement des nombres binaires. Cela permet de traiter le signal en utilisant des circuits intégrés logiques tels que le processeur de signal numérique, le microprocesseur et plus généralement des ordinateurs. La plupart des systèmes modernes adoptent une approche numérique car les techniques de traitement de signal numérique sont bien plus puissantes et efficaces que les techniques de traitement de signal analogique.

## Appareils utilisés
Le traitement du son est réalisé par différents types d'appareils, en fonction de la modification que l'on souhaite apporter :
- Un égaliseur permet d'accentuer ou d'atténuer certaines fréquences d'un signal.
- Un compresseur permet de réduire la dynamique d'un signal.
- Certaines webradios continuent à diffuser un son traité uniquement avec une chaîne analogique.

Le traitement se fait par processeur de signal numérique (DSP), ou par l'utilisation de composants analogiques.